# Abubeker Nassir
Abubeker Nassir (en amharique : አቡበከር ናስር), né le 23 février 2000 à Addis-Abeba, est un footballeur international éthiopien. Il joue au poste d'attaquant au Supersport United FC, en prêt du Mamelodi Sundowns.

## Carrière

### En club
Formé à Harar City, il rejoint l'Ethiopian Coffee en 2016. Jouant d'abord avec les réserves, il intègre l'équipe première. En 2020, il renouvelle son contrat pour cinq années supplémentaires.

### En sélection
Il dispute la Coupe d'Afrique des nations 2021 qui se déroule au Cameroun.